# Лакхисарай (округ)
Лакхисарай (хинди लक्खिसराय जिला; англ. Lakhisarai) — округ в индийском штате Бихар. Образован 3 июля 1994 года из части территории округа Мунгер. Административный центр — город Лакхисарай. Площадь округа — 1228 км². По данным всеиндийской переписи 2011 года население округа составляло 1 000 912 человек. Уровень грамотности взрослого населения составлял 47,96 %, что ниже среднеиндийского уровня (59,5 %).